# Country Music Association Awards
Ne doit pas être confondu avec Academy of Country Music Awards.
Les Country Music Association Awards, aussi connus sous le nom CMA Awards est une cérémonie de remise de récompenses dans le domaine de la musique country, mené par la Country Music Association.
La première édition de cette cérémonie a eu lieu à Nashville en 1967. L'année suivante, la NBC filme la cérémonie et la diffuse à la télévision en différé quelques semaines plus tard. C'est à partir de 1969 que la remise des prix se fait en direct à la télévision. L'émission est toujours diffusée aujourd'hui sur ABC après un passage NBC et avant sur CBS de 1972 à 2005.

## Principales récompenses
| Année | Personnalité de l'année | Chanteur de l'année | Chanteuse de l'année  | Chanson de l'année                                                        |
| ----- | ----------------------- | ------------------- | --------------------- | ------------------------------------------------------------------------- |
| 2024  | Morgan Wallen           | Chris Stapleton     | Lainey Wilson         | Chris Stapleton, Dan Wilson — "White Horse"                               |
| 2023  | Lainey Wilson           | Chris Stapleton     | Lainey Wilson         | Tracy Chapman — "Fast Car"                                                |
| 2022  | Luke Combs              | Chris Stapleton     | Lainey Wilson         | Jacob Davis, Jordan Davis, Josh Jenkins, Matt Jenkins — "Buy Dirt"        |
| 2021  | Luke Combs              | Chris Stapleton     | Carly Pearce          | Mike Henderson et Chris Stapleton – "Starting Over"                       |
| 2020  | Eric Church             | Luke Combs          | Maren Morris          | Maren Morris, Jimmy Robbins et Laura Veltz – "The Bones"                  |
| 2019  | Garth Brooks            | Luke Combs          | Kacey Musgraves       | Luke Combs, Wyatt B. Durrette III et Robert Williford – "Beautiful Crazy" |
| 2018  | Keith Urban             | Chris Stapleton     | Carrie Underwood      | Chris Stapleton et Mike Henderson – "Broken Halos"                        |
| 2017  | Garth Brooks            | Chris Stapleton     | Miranda Lambert       | Taylor Swift – "Better Man"                                               |
| 2016  | Garth Brooks            | Chris Stapleton     | Carrie Underwood      | Lori McKenna – "Humble and Kind"                                          |
| 2015  | Luke Bryan              | Chris Stapleton     | Miranda Lambert       | Liz Rose, Lori McKenna et Hillary Lindsey – "Girl Crush"                  |
| 2014  | Luke Bryan              | Blake Shelton       | Miranda Lambert       | Kacey Musgraves – Follow Your Arrow                                       |
| 2013  | George Strait           | Blake Shelton       | Miranda Lambert       | Jessi Alexander, Connie Harrington, Jimmy Yeary – "I Drive Your Truck"    |
| 2012  | Blake Shelton           | Blake Shelton       | Miranda Lambert       | Miranda Lambert, Blake Shelton – Over You                                 |
| 2011  | Taylor Swift            | Blake Shelton       | Miranda Lambert       | Kimberly Perry – If I Die Young                                           |
| 2010  | Brad Paisley            | Blake Shelton       | Miranda Lambert       | Tom Douglas, Allen Shamblin – The House That Built Me                     |
| 2009  | Taylor Swift            | Brad Paisley        | Taylor Swift          | Jamey Johnson, Lee Thomas Miller, James Otto – In Color                   |
| 2008  | Kenny Chesney           | Brad Paisley        | Carrie Underwood      | Jennifer Nettles – Stay                                                   |
| 2007  | Kenny Chesney           | Brad Paisley        | Carrie Underwood      | Bill Anderson, Jamey Johnson, Buddy Cannon – Give It Away                 |
| 2006  | Kenny Chesney           | Keith Urban         | Carrie Underwood      | Craig Wiseman, Ronnie Dunn – Believe                                      |
| 2005  | Keith Urban             | Keith Urban         | Gretchen Wilson       | Bill Anderson, Jon Randall – Whiskey Lullaby                              |
| 2004  | Kenny Chesney           | Keith Urban         | Martina McBride       | Craig Wiseman, Tim Nichols – Live Like You Were Dying                     |
| 2003  | Alan Jackson            | Alan Jackson        | Martina McBride       | Doug Johnson, Kim Williams – Three Wooden Crosses                         |
| 2002  | Alan Jackson            | Alan Jackson        | Martina McBride       | Alan Jackson – Where Were You (When the World Stopped Turning)            |
| 2001  | Tim McGraw              | Toby Keith          | Lee Ann Womack        | Larry Cordle, Larry Shell – Murder on Music Row                           |
| 2000  | Dixie Chicks            | Tim McGraw          | Faith Hill            | Mark D. Sanders, Tia Sillers – "I Hope You Dance"                         |
| 1999  | Shania Twain            | Tim McGraw          | Martina McBride       | Beth Nielsen Chapman, Annie Roboff, Rob Lerner – This Kiss                |
| 1998  | Garth Brooks            | George Strait       | Trisha Yearwood       | Steve Wariner, Billy Kirsch – Holes in the Floor of Heaven                |
| 1997  | Garth Brooks            | George Strait       | Trisha Yearwood       | Matraca Berg, Gary Harrison – Strawberry Wine                             |
| 1996  | Brooks & Dunn           | George Strait       | Patty Loveless        | Vince Gill – Go Rest High on That Mountain                                |
| 1995  | Alan Jackson            | Vince Gill          | Alison Krauss         | Gretchen Peters – Independence Day                                        |
| 1994  | Vince Gill              | Vince Gill          | Pam Tillis            | Alan Jackson, Jim McBride – Chattahoochee                                 |
| 1993  | Vince Gill              | Vince Gill          | Mary Chapin Carpenter | John Barlow Jarvis, Vince Gill – I Still Believe in You                   |
| 1992  | Garth Brooks            | Vince Gill          | Mary Chapin Carpenter | Max D. Barnes, Vince Gill – Look at Us                                    |
| 1991  | Garth Brooks            | Vince Gill          | Tanya Tucker          | Tim DuBois, Vince Gill – When I Call Your Name                            |
| 1990  | George Strait           | Clint Black         | Kathy Mattea          | Don Henry, Jon Vezner – Where've You Been                                 |
| 1989  | George Strait           | Ricky Van Shelton   | Kathy Mattea          | Max D. Barnes, Vern Gosdin – Chiseled in Stone                            |
| 1988  | Hank Williams, Jr.      | Randy Travis        | K. T. Oslin           | K. T. Oslin – 80s Ladies                                                  |
| 1987  | Hank Williams, Jr.      | Randy Travis        | Reba McEntire         | Paul Overstreet, Don Schlitz – Forever and Ever, Amen                     |
| 1986  | Reba McEntire           | George Strait       | Reba McEntire         | Paul Overstreet, Don Schlitz – On the Other Hand                          |
| 1985  | Ricky Skaggs            | George Strait       | Reba McEntire         | Lee Greenwood – God Bless the USA                                         |
| 1984  | Alabama                 | Lee Greenwood       | Reba McEntire         | Larry Henley, Jeff Silbar – Wind Beneath My Wings                         |
| 1983  | Alabama                 | Lee Greenwood       | Janie Fricke          | Wayne Carson Thompson, Johnny Christopher, Mark James – Always on My Mind |
| 1982  | Alabama                 | Ricky Skaggs        | Janie Fricke          | Wayne Carson Thompson, Johnny Christopher, Mark James – Always on My Mind |
| 1981  | Barbara Mandrell        | George Jones        | Barbara Mandrell      | Bobby Braddock, Curly Putman – He Stopped Loving Her Today                |
| 1980  | Barbara Mandrell        | George Jones        | Emmylou Harris        | Bobby Braddock, Curly Putman – He Stopped Loving Her Today                |
| 1979  | Willie Nelson           | Kenny Rogers        | Barbara Mandrell      | Don Schlitz – The Gambler                                                 |
| 1978  | Dolly Parton            | Don Williams        | Crystal Gayle         | Richard Leigh – Don't It Make My Brown Eyes Blue                          |
| 1977  | Ronnie Milsap           | Ronnie Milsap       | Crystal Gayle         | Roger Bowling, Hal Bynum – Lucille                                        |
| 1976  | Mel Tillis              | Ronnie Milsap       | Dolly Parton          | Larry Weiss – Rhinestone Cowboy                                           |
| 1975  | John Denver             | Waylon Jennings     | Dolly Parton          | John Denver – Back Home Again                                             |
| 1974  | Charlie Rich            | Ronnie Milsap       | Olivia Newton-John    | Don Wayne – Country Bumpkin                                               |
| 1973  | Roy Clark               | Charlie Rich        | Loretta Lynn          | Kenny O'Dell – Behind Closed Doors                                        |
| 1972  | Loretta Lynn            | Charley Pride       | Loretta Lynn          | Freddie Hart – Easy Loving                                                |
| 1971  | Charley Pride           | Charley Pride       | Lynn Anderson         | Freddie Hart – Easy Loving                                                |
| 1970  | Merle Haggard           | Merle Haggard       | Tammy Wynette         | Kris Kristofferson – Sunday Mornin' Comin' Down                           |
| 1969  | Johnny Cash             | Johnny Cash         | Tammy Wynette         | Bob Ferguson – The Carroll County Accident                                |
| 1968  | Glen Campbell           | Glen Campbell       | Tammy Wynette         | Bobby Russell – Honey                                                     |
| 1967  | Eddy Arnold             | Jack Greene         | Loretta Lynn          | Dallas Frazier – There Goes My Everything                                 |

## Récompenses par années

### 2012
| Artiste de l'année :           |  | Blake Shelton                                         |
| Chanson de l'année :           |  | "Over You" – Miranda Lambert et Blake Shelton         |
| Single de l'année :            |  | "Pontoon" – Little Big Town                           |
| Album de l'année :             |  | Chief – Eric Church                                   |
| Chanteur de l'année :          |  | Blake Shelton                                         |
| Chanteuse de l'année :         |  | Miranda Lambert                                       |
| Duo de l'année :               |  | Thompson Square                                       |
| Groupe de l'année :            |  | Little Big Town                                       |
| Musicien de l'année :          |  | Mac McAnally                                          |
| Révélation de l'année :        |  | Hunter Hayes                                          |
| Évènement musical de l'année : |  | "Feel Like a Rock Star" – Kenny Chesney et Tim McGraw |
| Clip vidéo de l'année :        |  | "Red Solo Cup" – Toby Keith                           |

### 2011
| Artiste de l'année :           |  | Taylor Swift                                            |
| Chanson de l'année :           |  | "If I Die Young" – Kimberly Perry                       |
| Single de l'année :            |  | "If I Die Young" – The Band Perry                       |
| Album de l'année :             |  | My Kinda Party – Jason Aldean                           |
| Chanteur de l'année :          |  | Blake Shelton                                           |
| Chanteuse de l'année :         |  | Miranda Lambert                                         |
| Duo de l'année :               |  | Sugarland                                               |
| Groupe de l'année :            |  | Lady Antebellum                                         |
| Musicien de l'année :          |  | Mac McAnally                                            |
| Révélation de l'année :        |  | The Band Perry                                          |
| Évènement musical de l'année : |  | "Don't You Wanna Stay" – Jason Aldean et Kelly Clarkson |
| Clip vidéo de l'année :        |  | "You and Tequila" – Kenny Chesney feat. Grace Potter    |

### 2010
| Artiste de l'année :           |  | Brad Paisley                                              |
| Chanson de l'année :           |  | "The House That Built Me" – Tom Douglas et Allen Shamblin |
| Single de l'année :            |  | "Need You Now" – Lady Antebellum                          |
| Album de l'année :             |  | Revolution – Miranda Lambert                              |
| Chanteur de l'année :          |  | Blake Shelton                                             |
| Chanteuse de l'année :         |  | Miranda Lambert                                           |
| Duo de l'année :               |  | Sugarland                                                 |
| Groupe de l'année :            |  | Lady Antebellum                                           |
| Musicien de l'année :          |  | Mac McAnally                                              |
| Révélation de l'année :        |  | Zac Brown Band                                            |
| Évènement musical de l'année : |  | Hillbilly Bone – Blake Shelton et Trace Adkins            |
| Clip vidéo de l'année :        |  | "The House That Built Me" – Miranda Lambert               |

### 2009
| Artiste de l'année :           |  | Taylor Swift                                              |
| Chanson de l'année :           |  | In Color – Jamey Johnson, Lee Thomas Miller et James Otto |
| Single de l'année :            |  | I Run to You – Lady Antebellum                            |
| Album de l'année :             |  | Fearless – Taylor Swift                                   |
| Chanteur de l'année :          |  | Brad Paisley                                              |
| Chanteuse de l'année :         |  | Taylor Swift                                              |
| Duo de l'année :               |  | Sugarland                                                 |
| Groupe de l'année :            |  | Lady Antebellum                                           |
| Musicien de l'année :          |  | Mac McAnally                                              |
| Révélation de l'année :        |  | Darius Rucker                                             |
| Évènement musical de l'année : |  | Start a Band – Brad Paisley et Keith Urban                |
| Clip vidéo de l'année :        |  | Love Story – Taylor Swift                                 |

### 2008
| Artiste de l'année :           |  | Kenny Chesney                                                      |
| Chanson de l'année :           |  | Stay – Jennifer Nettles                                            |
| Single de l'année :            |  | I Saw God Today – George Strait                                    |
| Album de l'année :             |  | Troubadour – George Strait                                         |
| Chanteur de l'année :          |  | Brad Paisley                                                       |
| Chanteuse de l'année :         |  | Carrie Underwood                                                   |
| Duo de l'année :               |  | Sugarland                                                          |
| Groupe de l'année :            |  | Rascal Flatts                                                      |
| Musicien de l'année :          |  | Mac McAnally                                                       |
| Révélation de l'année :        |  | Lady Antebellum                                                    |
| Évènement musical de l'année : |  | "Gone, Gone, Gone (Done Moved On)" – Robert Plant et Alison Krauss |
| Clip vidéo de l'année :        |  | "Waitin' on a Woman" – Brad Paisley featuring Andy Griffith        |

### 2007
| Artiste de l'année :           |  | Kenny Chesney                                                                     |
| Chanson de l'année :           |  | Give It Away – Bill Anderson, Jamey Johnson et Buddy Cannon                       |
| Single de l'année :            |  | Before He Cheats – Carrie Underwood                                               |
| Album de l'année :             |  | It Just Comes Natural – George Strait                                             |
| Chanteur de l'année :          |  | Brad Paisley                                                                      |
| Chanteuse de l'année :         |  | Carrie Underwood                                                                  |
| Duo de l'année :               |  | Sugarland                                                                         |
| Groupe de l'année :            |  | Rascal Flatts                                                                     |
| Musicien de l'année :          |  | Jerry Douglas                                                                     |
| Horizon Award :                |  | Taylor Swift                                                                      |
| Évènement musical de l'année : |  | "Find Out Who Your Friends Are" – Tracy Lawrence avec Kenny Chesney et Tim McGraw |
| Clip vidéo de l'année :        |  | "Online" – Brad Paisley                                                           |

### 2006
| Artiste de l'année :           | Kenny Chesney                                               |
| Chanson de l'année :           | Believe – Craig Wiseman and Ronnie Dunn                     |
| Single de l'année :            | Believe – Brooks & Dunn                                     |
| Album de l'année :             | Time Well Wasted – Brad Paisley                             |
| Chanteur de l'année :          | Keith Urban                                                 |
| Chanteuse de l'année :         | Carrie Underwood                                            |
| Duo de l'année :               | Brooks & Dunn                                               |
| Groupe de l'année :            | Rascal Flatts                                               |
| Musicien de l'année :          | Randy Scruggs                                               |
| Horizon Award :                | Carrie Underwood                                            |
| Évènement musical de l'année : | "When I Get Where I'm Going" – Brad Paisley et Dolly Parton |
| Clip vidéo de l'année :        | "Believe" – Brooks & Dunn                                   |

### 2005
| Artiste de l'année :           | Keith Urban                                             |
| Chanson de l'année :           | Whiskey Lullaby – Bill Anderson et Jon Randall          |
| Single de l'année :            | I May Hate Myself in the Morning – Lee Ann Womack       |
| Album de l'année :             | There's More Where That Came From – Lee Ann Womack      |
| Chanteur de l'année :          | Keith Urban                                             |
| Chanteuse de l'année :         | Gretchen Wilson                                         |
| Duo de l'année :               | Brooks & Dunn                                           |
| Groupe de l'année :            | Rascal Flatts                                           |
| Musicien de l'année :          | Jerry Douglas                                           |
| Horizon Award :                | Dierks Bentley                                          |
| Évènement musical de l'année : | "Good News, Bad News" – George Strait et Lee Ann Womack |
| Clip vidéo de l'année :        | "As Good as I Once Was" – Toby Keith                    |

### 2004
| Artiste de l'année :           | Kenny Chesney                                           |
| Chanson de l'année :           | Live Like You Were Dying – Tim Nichols et Craig Wiseman |
| Single de l'année :            | Live Like You Were Dying – Tim McGraw                   |
| Album de l'année :             | When the Sun Goes Down – Kenny Chesney                  |
| Chanteur de l'année :          | Keith Urban                                             |
| Chanteuse de l'année :         | Martina McBride                                         |
| Duo de l'année :               | Brooks & Dunn                                           |
| Groupe de l'année :            | Rascal Flatts                                           |
| Musicien de l'année :          | Dann Huff                                               |
| Horizon Award :                | Gretchen Wilson                                         |
| Évènement musical de l'année : | "Whiskey Lullaby" – Brad Paisley et Alison Krauss       |
| Clip vidéo de l'année :        | "Whiskey Lullaby" – Brad Paisley et Alison Krauss       |

### 2003
| Artiste de l'année :           | Alan Jackson                                                  |
| Chanson de l'année :           | Three Wooden Crosses – Doug Johnson et Kim Williams           |
| Single de l'année :            | Hurt – Johnny Cash                                            |
| Album de l'année :             | American IV: The Man Comes Around – Johnny Cash               |
| Chanteur de l'année :          | Alan Jackson                                                  |
| Chanteuse de l'année :         | Martina McBride                                               |
| Duo de l'année :               | Brooks & Dunn                                                 |
| Groupe de l'année :            | Rascal Flatts                                                 |
| Musicien de l'année :          | Randy Scruggs                                                 |
| Horizon Award :                | Joe Nichols                                                   |
| Évènement musical de l'année : | "It's Five O'Clock Somewhere" – Alan Jackson et Jimmy Buffett |
| Clip vidéo de l'année :        | "Hurt" – Johnny Cash                                          |

### 2002
| Artiste de l'année :           | Alan Jackson                                                   |
| Chanson de l'année :           | Where Were You (When the World Stopped Turning) – Alan Jackson |
| Single de l'année :            | Where Were You (When the World Stopped Turning) – Alan Jackson |
| Album de l'année :             | Drive – Alan Jackson                                           |
| Chanteur de l'année :          | Alan Jackson                                                   |
| Chanteuse de l'année :         | Martina McBride                                                |
| Duo de l'année :               | Brooks & Dunn                                                  |
| Groupe de l'année :            | Dixie Chicks                                                   |
| Musicien de l'année :          | Jerry Douglas                                                  |
| Horizon Award :                | Rascal Flatts                                                  |
| Évènement musical de l'année : | "Mendocino County Line" – Willie Nelson et Lee Ann Womack      |
| Clip vidéo de l'année :        | "I'm Gonna Miss Her (The Fishin' Song)" – Brad Paisley         |

### 2001
| Artiste de l'année :           | Tim McGraw                                                              |
| Chanson de l'année :           | Murder on Music Row – Larry Cordle et Larry Shell                       |
| Single de l'année :            | I Am a Man of Constant Sorrow – The Soggy Bottom Boys                   |
| Album de l'année :             | O Brother, Where At Thou? – Plusieurs artistes                          |
| Chanteur de l'année :          | Toby Keith                                                              |
| Chanteuse de l'année :         | Lee Ann Womack                                                          |
| Duo de l'année :               | Brooks & Dunn                                                           |
| Groupe de l'année :            | Lonestar                                                                |
| Musicien de l'année :          | Dann Huff                                                               |
| Horizon Award :                | Keith Urban                                                             |
| Évènement musical de l'année : | "Too Country" – Brad Paisley, George Jones, Bill Anderson et Buck Owens |
| Clip vidéo de l'année :        | "Born to Fly" – Sara Evans                                              |

### 2000
| Artiste de l'année :           | Dixie Chicks                                          |
| Chanson de l'année :           | I Hope You Dance – Mark D. Sanders et Tia Sillers     |
| Single de l'année :            | I Hope You Dance – Lee Ann Womack                     |
| Album de l'année :             | Fly – Dixie Chicks                                    |
| Chanteur de l'année :          | Tim McGraw                                            |
| Chanteuse de l'année :         | Faith Hill                                            |
| Duo de l'année :               | Montgomery Gentry                                     |
| Groupe de l'année :            | Dixie Chicks                                          |
| Musicien de l'année :          | Hargus "Pig" Robbins                                  |
| Horizon Award :                | Brad Paisley                                          |
| Évènement musical de l'année : | "Murder on Music Row" – George Strait et Alan Jackson |
| Clip vidéo de l'année :        | "Goodbye Earl" – Dixie Chicks                         |

### 1999
| Artiste de l'année :           | Shania Twain                                                      |
| Chanson de l'année :           | This Kiss – Robin Lerner, Annie Roboff et Beth Nielsen Chapman    |
| Single de l'année :            | Wide Open Spaces – Dixie Chicks                                   |
| Album de l'année :             | A Place in the Sun – Tim McGraw                                   |
| Chanteur de l'année :          | Tim McGraw                                                        |
| Chanteuse de l'année :         | Martina McBride                                                   |
| Duo de l'année :               | Brooks & Dunn                                                     |
| Groupe de l'année :            | Dixie Chicks                                                      |
| Musicien de l'année :          | Randy Scruggs                                                     |
| Horizon Award :                | Jo Dee Messina                                                    |
| Évènement musical de l'année : | "My Kind of Woman, My Kind of Man" – Vince Gill et Patty Loveless |
| Clip vidéo de l'année :        | "Wide Open Spaces" – Dixie Chicks                                 |

### 1998
| Artiste de l'année :           | Garth Brooks                                                 |
| Chanson de l'année :           | Holes in the Floor of Heaven – Steve Wariner et Billy Kirsch |
| Single de l'année :            | Holes in the Floor of Heaven – Steve Wariner                 |
| Album de l'année :             | Everywhere – Tim McGraw                                      |
| Chanteur de l'année :          | George Strait                                                |
| Chanteuse de l'année :         | Trisha Yearwood                                              |
| Duo de l'année :               | Brooks & Dunn                                                |
| Groupe de l'année :            | Dixie Chicks                                                 |
| Musicien de l'année :          | Brent Mason                                                  |
| Horizon Award :                | Dixie Chicks                                                 |
| Évènement musical de l'année : | "You Don't Seem to Miss Me" – Patty Loveless et George Jones |
| Clip vidéo de l'année :        | "This Kiss" – Faith Hill                                     |

### 1997
| Artiste de l'année :           | Garth Brooks                                    |
| Chanson de l'année :           | Strawberry Wine – Matraca Berg et Gary Harrison |
| Single de l'année :            | Strawberry Wine – Deana Carter                  |
| Album de l'année :             | Carrying Your Love with Me – George Strait      |
| Chanteur de l'année :          | George Strait                                   |
| Chanteuse de l'année :         | Trisha Yearwood                                 |
| Duo de l'année :               | Brooks & Dunn                                   |
| Groupe de l'année :            | Diamond Rio                                     |
| Musicien de l'année :          | Brent Mason                                     |
| Horizon Award :                | LeAnn Rimes                                     |
| Évènement musical de l'année : | "It's Your Love" – Tim McGraw et Faith Hill     |
| Clip vidéo de l'année :        | "455 Rocket" – Kathy Mattea                     |

### 1996
| Artiste de l'année :           | Brooks & Dunn                                         |
| Chanson de l'année :           | Go Rest High on That Mountain – Vince Gill            |
| Single de l'année :            | Check Yes or No – George Strait                       |
| Album de l'année :             | Blue Clear Sky – George Strait                        |
| Chanteur de l'année :          | George Strait                                         |
| Chanteuse de l'année :         | Patty Loveless                                        |
| Duo de l'année :               | Brooks & Dunn                                         |
| Groupe de l'année :            | The Mavericks                                         |
| Musicien de l'année :          | Mark O'Connor                                         |
| Horizon Award :                | Bryan White                                           |
| Évènement musical de l'année : | "I Will Always Love You" – Dolly Parton et Vince Gill |
| Clip vidéo de l'année :        | "My Wife Thinks You're Dead" – Junior Brown           |

### 1995
| Artiste de l'année :           | Alan Jackson                                                           |
| Chanson de l'année :           | Independence Day – Gretchen Peters                                     |
| Single de l'année :            | When You Say Nothing at All – Alison Krauss & Union Station            |
| Album de l'année :             | When Fallen Angels Fly – Patty Loveless                                |
| Chanteur de l'année :          | Vince Gill                                                             |
| Chanteuse de l'année :         | Alison Krauss                                                          |
| Duo de l'année :               | Brooks & Dunn                                                          |
| Groupe de l'année :            | The Mavericks                                                          |
| Musicien de l'année :          | Mark O'Connor                                                          |
| Horizon Award :                | Alison Krauss                                                          |
| Évènement musical de l'année : | "Somewhere in the Vicinity of the Heart" – Shenandoah et Alison Krauss |
| Clip vidéo de l'année :        | "Baby Likes to Rock It" – The Tractors                                 |

### 1994
| Artiste de l'année :           | Vince Gill                                                  |
| Chanson de l'année :           | Chattahoochee – Alan Jackson et Jim McBride                 |
| Single de l'année :            | I Swear – John Michael Montgomery                           |
| Album de l'année :             | Common Thread: The Songs of the Eagles – Plusieurs artistes |
| Chanteur de l'année :          | Vince Gill                                                  |
| Chanteuse de l'année :         | Pam Tillis                                                  |
| Duo de l'année :               | Brooks & Dunn                                               |
| Groupe de l'année :            | Diamond Rio                                                 |
| Musicien de l'année :          | Mark O'Connor                                               |
| Horizon Award :                | John Michael Montgomery                                     |
| Évènement musical de l'année : | "Does He Love You" – Reba McEntire et Linda Davis           |
| Clip vidéo de l'année :        | "Independence Day" – Martina McBride                        |

### 1993
| Artiste de l'année :           | Vince Gill                                                |
| Chanson de l'année :           | I Still Believe in You – Vince Gill et John Barlow Jarvis |
| Single de l'année :            | Chattahoochee – Alan Jackson                              |
| Album de l'année :             | I Still Believe in You – Vince Gill                       |
| Chanteur de l'année :          | Vince Gill                                                |
| Chanteuse de l'année :         | Mary Chapin Carpenter                                     |
| Duo de l'année :               | Brooks & Dunn                                             |
| Groupe de l'année :            | Diamond Rio                                               |
| Musicien de l'année :          | Mark O'Connor                                             |
| Horizon Award :                | Mark Chesnutt                                             |
| Évènement musical de l'année : | "I Don't Need Your Rockin' Chair" – Plusieurs artistes    |
| Clip vidéo de l'année :        | "Chattahoochee" – Alan Jackson                            |

### 1992
| Artiste de l'année :           | Garth Brooks                                                                       |
| Chanson de l'année :           | Look at Us – Vince Gill et Max D. Barnes                                           |
| Single de l'année :            | Achy Breaky Heart – Billy Ray Cyrus                                                |
| Album de l'année :             | Ropin' the Wind – Garth Brooks                                                     |
| Chanteur de l'année :          | Vince Gill                                                                         |
| Chanteuse de l'année :         | Mary Chapin Carpenter                                                              |
| Duo de l'année :               | Brooks & Dunn                                                                      |
| Groupe de l'année :            | Diamond Rio                                                                        |
| Musicien de l'année :          | Mark O'Connor                                                                      |
| Horizon Award :                | Suzy Bogguss                                                                       |
| Évènement musical de l'année : | "This One's Gonna Hurt You (For a Long, Long Time)" – Marty Stuart et Travis Tritt |
| Clip vidéo de l'année :        | "Midnight in Montgomery" – Alan Jackson                                            |

### 1991
| Artiste de l'année :           | Garth Brooks                                        |
| Chanson de l'année :           | When I Call Your Name – Vince Gill et Tim DuBois    |
| Single de l'année :            | Friends in Low Places – Garth Brooks                |
| Album de l'année :             | No Fences – Garth Brooks                            |
| Chanteur de l'année :          | Vince Gill                                          |
| Chanteuse de l'année :         | Tanya Tucker                                        |
| Duo de l'année :               | The Judds                                           |
| Groupe de l'année :            | The Kentucky Headhunters                            |
| Musicien de l'année :          | Mark O'Connor                                       |
| Horizon Award :                | Travis Tritt                                        |
| Évènement musical de l'année : | "Restless" – Mark O'Connor & the New Nashville Cats |
| Clip vidéo de l'année :        | "The Thunder Rolls" – Garth Brooks                  |

### 1990
| Artiste de l'année :           | George Strait                                                |
| Chanson de l'année :           | Where've You Been – Jon Vezner et Don Henry                  |
| Single de l'année :            | When I Call Your Name – Vince Gill                           |
| Album de l'année :             | Pickin' on Nashville – The Kentucky Headhunters              |
| Chanteur de l'année :          | Clint Black                                                  |
| Chanteuse de l'année :         | Kathy Mattea                                                 |
| Duo de l'année :               | The Judds                                                    |
| Groupe de l'année :            | The Kentucky Headhunters                                     |
| Musicien de l'année :          | Johnny Gimble                                                |
| Horizon Award :                | Garth Brooks                                                 |
| Évènement musical de l'année : | "Til a Tear Becomes a Rose" – Lorrie Morgan et Keith Whitley |
| Clip vidéo de l'année :        | "The Dance" – Garth Brooks                                   |

### 1989
| Artiste de l'année :           | George Strait                                                     |
| Chanson de l'année :           | Chiseled in Stone – Max D. Barnes et Vern Gosdin                  |
| Single de l'année :            | I'm No Stranger to the Rain – Keith Whitley                       |
| Album de l'année :             | Will the Circle Be Unbroken: Volume Two – Nitty Gritty Dirt Band  |
| Chanteur de l'année :          | Ricky Van Shelton                                                 |
| Chanteuse de l'année :         | Kathy Mattea                                                      |
| Duo de l'année :               | The Judds                                                         |
| Groupe de l'année :            | Highway 101                                                       |
| Musicien de l'année :          | Johnny Gimble                                                     |
| Horizon Award :                | Clint Black                                                       |
| Évènement musical de l'année : | "There's a Tear in My Beer" – Hank Williams, Jr. et Hank Williams |
| Clip vidéo de l'année :        | "There's a Tear in My Beer" – Hank Williams, Jr. et Hank Williams |

### 1988
| Artiste de l'année :           | Hank Williams, Jr.                                    |
| Chanson de l'année :           | 80's Ladies – K. T. Oslin                             |
| Single de l'année :            | Eighteen Wheels and a Dozen Roses – Kathy Mattea      |
| Album de l'année :             | Born to Boogie – Hank Williams, Jr.                   |
| Chanteur de l'année :          | Randy Travis                                          |
| Chanteuse de l'année :         | K. T. Oslin                                           |
| Duo de l'année :               | The Judds                                             |
| Groupe de l'année :            | Highway 101                                           |
| Musicien de l'année :          | Chet Atkins                                           |
| Horizon Award :                | Ricky Van Shelton                                     |
| Évènement musical de l'année : | Trio – Dolly Parton, Linda Ronstadt et Emmylou Harris |

### 1987
| Artiste de l'année :    | Hank Williams, Jr.                                      |
| Chanson de l'année :    | Forever and Ever, Amen – Paul Overstreet et Don Schlitz |
| Single de l'année :     | Forever and Ever, Amen – Randy Travis                   |
| Album de l'année :      | Always & Forever – Randy Travis                         |
| Chanteur de l'année :   | Randy Travis                                            |
| Chanteuse de l'année :  | Reba McEntire                                           |
| Duo de l'année :        | Ricky Skaggs et Sharon White                            |
| Groupe de l'année :     | The Judds                                               |
| Musicien de l'année :   | Johnny Gimble                                           |
| Horizon Award :         | Holly Dunn                                              |
| Clip vidéo de l'année : | "My Name Is Bocephus" – Hank Williams, Jr.              |

### 1986
| Artiste de l'année :             | Reba McEntire                                      |
| Chanson de l'année :             | On the Other Hand – Paul Overstreet et Don Schlitz |
| Single de l'année :              | Bop – Dan Seals                                    |
| Album de l'année :               | Lost in the Fifties Tonight – Ronnie Milsap        |
| Chanteur de l'année :            | George Strait                                      |
| Chanteuse de l'année :           | Reba McEntire                                      |
| Duo de l'année :                 | Dan Seals et Marie Osmond                          |
| Groupe de l'année :              | The Judds                                          |
| Musicien de l'année :            | Johnny Gimble                                      |
| Horizon Award :                  | Randy Travis                                       |
| Groupe instrumental de l'année : | The Oak Ridge Boys Band                            |
| Clip vidéo de l'année :          | "Who's Gonna Fill Their Shoes" – George Jones      |

### 1985
| Artiste de l'année :             | Ricky Skaggs                                                        |
| Chanson de l'année :             | God Bless the USA – Lee Greenwood                                   |
| Single de l'année :              | Why Not Me – The Judds                                              |
| Album de l'année :               | Does Fort Worth Ever Cross Your Mind – George Strait                |
| Chanteur de l'année :            | George Strait                                                       |
| Chanteuse de l'année :           | Reba McEntire                                                       |
| Duo de l'année :                 | Anne Murray et Dave Loggins                                         |
| Groupe de l'année :              | The Judds                                                           |
| Musicien de l'année :            | Chet Atkins                                                         |
| Horizon Award :                  | Sawyer Brown                                                        |
| Groupe instrumental de l'année : | Ricky Skaggs Band                                                   |
| Clip vidéo de l'année :          | "All My Rowdy Friends Are Coming Over Tonight" – Hank Williams, Jr. |

### 1984
| Artiste de l'année :             | Alabama                                             |
| Chanson de l'année :             | Wind Beneath My Wings – Larry Henley et Jeff Silbar |
| Single Chanson de l'année :      | A Little Good News – Anne Murray                    |
| Album Chanson de l'année :       | A Little Good News – Anne Murray                    |
| Chanteur de l'année :            | Lee Greenwood                                       |
| Chanteuse de l'année :           | Reba McEntire                                       |
| Duo de l'année :                 | Willie Nelson et Julio Iglesias                     |
| Groupe de l'année :              | The Statler Brothers                                |
| Musicien de l'année :            | Chet Atkins                                         |
| Horizon Award :                  | The Judds                                           |
| Groupe instrumental de l'année : | Ricky Skaggs Band                                   |

### 1983
| Artiste de l'année :             | Alabama                                                                     |
| Chanson de l'année :             | Always on My Mind – Johnny Christopher, Wayne Carson Thompson et Mark James |
| Single de l'année :              | Swingin' – John Anderson                                                    |
| Album de l'année :               | The Closer You Get… – Alabama                                               |
| Chanteur de l'année :            | Lee Greenwood                                                               |
| Chanteuse de l'année :           | Janie Fricke                                                                |
| Duo de l'année :                 | Merle Haggard et Willie Nelson                                              |
| Groupe de l'année :              | Alabama                                                                     |
| Musicien de l'année :            | Chet Atkins                                                                 |
| Horizon Award :                  | John Anderson                                                               |
| Groupe instrumental de l'année : | Ricky Skaggs Band                                                           |

### 1982
| Artiste de l'année :             | Alabama                                                                     |
| Chanson de l'année :             | Always on My Mind – Johnny Christopher, Wayne Carson Thompson et Mark James |
| Single de l'année :              | Always on My Mind – Willie Nelson                                           |
| Album de l'année :               | Always on My Mind – Willie Nelson                                           |
| Chanteur de l'année :            | Ricky Skaggs                                                                |
| Chanteuse de l'année :           | Janie Fricke                                                                |
| Duo de l'année :                 | David Frizzell et Shelly West                                               |
| Groupe de l'année :              | Alabama                                                                     |
| Musicien de l'année :            | Chet Atkins                                                                 |
| Horizon Award :                  | Ricky Skaggs                                                                |
| Groupe instrumental de l'année : | Alabama                                                                     |

### 1981
| Artiste de l'année :             | Barbara Mandrell                                             |
| Chanson de l'année :             | He Stopped Loving Her Today – Bobby Braddock et Curly Putman |
| Single de l'année :              | Elvira – The Oak Ridge Boys                                  |
| Album de l'année :               | I Believe in You – Don Williams                              |
| Chanteur de l'année :            | George Jones                                                 |
| Chanteuse de l'année :           | Barbara Mandrell                                             |
| Duo de l'année :                 | David Frizzell et Shelly West                                |
| Groupe de l'année :              | Alabama                                                      |
| Musicien de l'année :            | Chet Atkins                                                  |
| Horizon Award :                  | Terri Gibbs                                                  |
| Groupe instrumental de l'année : | Alabama                                                      |

### 1980
| Artiste de l'année :             | Barbara Mandrell                                             |
| Chanson de l'année :             | He Stopped Loving Her Today – Bobby Braddock et Curly Putman |
| Single de l'année :              | He Stopped Loving Her Today – George Jones                   |
| Album de l'année :               | Coal Miner's Daughter – Bande originale                      |
| Chanteur de l'année :            | George Jones                                                 |
| Chanteuse de l'année :           | Emmylou Harris                                               |
| Duo de l'année :                 | Moe Bandy et Joe Stampley                                    |
| Groupe de l'année :              | The Statler Brothers                                         |
| Musicien de l'année :            | Roy Clark                                                    |
| Groupe instrumental de l'année : | Charlie Daniels Band                                         |

### 1979
| Artiste de l'année :             | Willie Nelson                                         |
| Chanson de l'année :             | The Gambler – Don Schlitz                             |
| Single de l'année :              | The Devil Went Down to Georgia – Charlie Daniels Band |
| Album de l'année :               | The Gambler – Kenny Rogers                            |
| Chanteur de l'année :            | Kenny Rogers                                          |
| Chanteuse de l'année :           | Barbara Mandrell                                      |
| Duo de l'année :                 | Kenny Rogers et Dottie West                           |
| Groupe de l'année :              | The Statler Brothers                                  |
| Musicien de l'année :            | Charlie Daniels                                       |
| Groupe instrumental de l'année : | Charlie Daniels Band                                  |

### 1978
| Artiste de l'année :             | Dolly Parton                                     |
| Chanson de l'année :             | Don't It Make My Brown Eyes Blue – Richard Leigh |
| Single de l'année :              | Heaven's Just a Sin Away – The Kendalls          |
| Album de l'année :               | It Was Almost Like a Song – Ronnie Milsap        |
| Chanteur de l'année :            | Don Williams                                     |
| Chanteuse de l'année :           | Crystal Gayle                                    |
| Duo de l'année :                 | Kenny Rogers et Dottie West                      |
| Groupe de l'année :              | The Oak Ridge Boys                               |
| Musicien de l'année :            | Roy Clark                                        |
| Groupe instrumental de l'année : | The Oak Ridge Boys Band                          |

### 1977
| Artiste de l'année :             | Ronnie Milsap                        |
| Chanson de l'année :             | Lucille – Roger Bowling et Hal Bynum |
| Single de l'année :              | Lucille – Kenny Rogers               |
| Album de l'année :               | Ronnie Milsap Live – Ronnie Milsap   |
| Chanteur de l'année :            | Ronnie Milsap                        |
| Chanteuse de l'année :           | Crystal Gayle                        |
| Duo de l'année :                 | Jim Ed Brown et Helen Cornelius      |
| Groupe de l'année :              | The Statler Brothers                 |
| Musicien de l'année :            | Roy Clark                            |
| Groupe instrumental de l'année : | Original Texas Playboys              |

### 1976
| Artiste de l'année :             | Mel Tillis                                                                           |
| Chanson de l'année :             | Rhinestone Cowboy – Larry Weiss                                                      |
| Single de l'année :              | Good Hearted Woman – Waylon Jennings et Willie Nelson                                |
| Album de l'année :               | Wanted! The Outlaws – Waylon Jennings, Willie Nelson, Tompall Glaser et Jessi Colter |
| Chanteur de l'année :            | Ronnie Milsap                                                                        |
| Chanteuse de l'année :           | Dolly Parton                                                                         |
| Duo de l'année :                 | Waylon Jennings et Willie Nelson                                                     |
| Groupe de l'année :              | The Statler Brothers                                                                 |
| Musicien de l'année :            | Hargus "Pig" Robbins                                                                 |
| Groupe instrumental de l'année : | Roy Clark and Buck Trent                                                             |

### 1975
| Artiste de l'année :             | John Denver                                    |
| Chanson de l'année :             | Back Home Again – John Denver                  |
| Single de l'année :              | Before the Next Teardrop Falls – Freddy Fender |
| Album de l'année :               | A Legend in My Time – Ronnie Milsap            |
| Chanteur de l'année :            | Waylon Jennings                                |
| Chanteuse de l'année :           | Dolly Parton                                   |
| Duo de l'année :                 | Conway Twitty et Loretta Lynn                  |
| Groupe de l'année :              | The Statler Brothers                           |
| Musicien de l'année :            | Johnny Gimble                                  |
| Groupe instrumental de l'année : | Roy Clark and Buck Trent                       |

### 1974
| Artiste de l'année :             | Charlie Rich                            |
| Chanson de l'année :             | Country Bumpkin – Don Wayne             |
| Single de l'année :              | Country Bumpkin – Cal Smith             |
| Album de l'année :               | A Very Special Love Song – Charlie Rich |
| Chanteur de l'année :            | Ronnie Milsap                           |
| Chanteuse de l'année :           | Olivia Newton-John                      |
| Duo de l'année :                 | Conway Twitty et Loretta Lynn           |
| Groupe de l'année :              | The Statler Brothers                    |
| Musicien de l'année :            | Don Rich                                |
| Groupe instrumental de l'année : | Danny Davis and the Nashville Brass     |

### 1973
| Artiste de l'année :             | Roy Clark                           |
| Chanson de l'année :             | Behind Closed Doors – Kenny O'Dell  |
| Single de l'année :              | Behind Closed Doors – Charlie Rich  |
| Album de l'année :               | Behind Closed Doors – Charlie Rich  |
| Chanteur de l'année :            | Charlie Rich                        |
| Chanteuse de l'année :           | Loretta Lynn                        |
| Duo de l'année :                 | Conway Twitty et Loretta Lynn       |
| Groupe de l'année :              | The Statler Brothers                |
| Musicien de l'année :            | Charlie McCoy                       |
| Groupe instrumental de l'année : | Danny Davis and the Nashville Brass |

### 1972
| Artiste de l'année :             | Loretta Lynn                                     |
| Chanson de l'année :             | Easy Loving – Freddie Hart                       |
| Single de l'année :              | The Happiest Girl In the Whole USA – Donna Fargo |
| Album de l'année :               | Let Me Tell You About a Song – Merle Haggard     |
| Chanteur de l'année :            | Charley Pride                                    |
| Chanteuse de l'année :           | Loretta Lynn                                     |
| Duo de l'année :                 | Conway Twitty et Loretta Lynn                    |
| Groupe de l'année :              | The Statler Brothers                             |
| Musicien de l'année :            | Charlie McCoy                                    |
| Groupe instrumental de l'année : | Danny Davis and the Nashville Brass              |

### 1971
| Artiste de l'année :             | Charley Pride                                   |
| Chanson de l'année :             | Easy Loving – Freddie Hart                      |
| Single de l'année :              | Help Me Make It Through the Night – Sammi Smith |
| Album de l'année :               | I Won't Mention It Again – Ray Price            |
| Chanteur de l'année :            | Charley Pride                                   |
| Chanteuse de l'année :           | Lynn Anderson                                   |
| Duo de l'année :                 | Porter Wagoner et Dolly Parton                  |
| Groupe de l'année :              | Osborne Brothers                                |
| Musicien de l'année :            | Jerry Reed                                      |
| Groupe instrumental de l'année : | Danny Davis and the Nashville Brass             |

### 1970
| Artiste de l'année :             | Merle Haggard                                   |
| Chanson de l'année :             | Sunday Mornin' Comin' Down – Kris Kristofferson |
| Single de l'année :              | Okie from Muskogee – Merle Haggard              |
| Album de l'année :               | Okie from Muskogee – Merle Haggard              |
| Chanteur de l'année :            | Merle Haggard                                   |
| Chanteuse de l'année :           | Tammy Wynette                                   |
| Duo de l'année :                 | Porter Wagoner et Dolly Parton                  |
| Groupe de l'année :              | Tompall and the Glaser Brothers                 |
| Musicien de l'année :            | Jerry Reed                                      |
| Groupe instrumental de l'année : | Danny Davis and the Nashville Brass             |
| Comédien de l'année :            | Roy Clark                                       |

### 1969
| Artiste de l'année :             | Johnny Cash                                |
| Chanson de l'année :             | The Carroll County Accident – Bob Ferguson |
| Single de l'année :              | A Boy Named Sue– Johnny Cash               |
| Album de l'année :               | At San Quentin – Johnny Cash               |
| Chanteur de l'année :            | Johnny Cash                                |
| Chanteuse de l'année :           | Tammy Wynette                              |
| Groupe de l'année :              | Johnny Cash et June Carter Cash            |
| Musicien de l'année :            | Chet Atkins                                |
| Groupe instrumental de l'année : | Danny Davis and the Nashville Brass        |
| Comédien de l'année :            | Archie Campbell                            |

### 1968
| Artiste de l'année :             | Glen Campbell                        |
| Chanson de l'année :             | Honey – Bobby Russell                |
| Single de l'année :              | Harper Valley PTA – Jeannie C. Riley |
| Album de l'année :               | At Folsom Prison – Johnny Cash       |
| Chanteur de l'année :            | Glen Campbell                        |
| Chanteuse de l'année :           | Tammy Wynette                        |
| Groupe de l'année :              | Porter Wagoner and Dolly Parton      |
| Musicien de l'année :            | Chet Atkins                          |
| Groupe instrumental de l'année : | The Buckaroos                        |
| Comédien de l'année :            | Ben Colder                           |

### 1967
| Artiste de l'année :             | Eddy Arnold                               |
| Chanson de l'année :             | There Goes My Everything – Dallas Frazier |
| Single de l'année :              | There Goes My Everything – Jack Greene    |
| Album de l'année :               | There Goes My Everything – Jack Greene    |
| Chanteur de l'année :            | Jack Greene                               |
| Chanteuse de l'année :           | Loretta Lynn                              |
| Groupe de l'année :              | The Stoneman Family                       |
| Musicien de l'année :            | Chet Atkins                               |
| Groupe instrumental de l'année : | The Buckaroos                             |
| Comédien de l'année :            | Don Bowman                                |

## Records
Le prix de l'Artiste de l'année fut décerné 3 années consécutives à Kenny Chesney (2006-2008) et au groupe Alabama (1982-1984). Parmi les personnes les plus récompensées dans cette catégorie on retrouve Kenny Chesney avec 4 victoires (2004, 2006-2008) ainsi que Garth Brooks également avec 4 titres (1991-1992, 1997-1998). 
Dans la catégorie Chanteuse de l'année parmi les plus grandes gagnantes se trouvent Reba McEntire avec 4 victoires consécutives (1984-1987) et Martina McBride avec également 4 victoires mais non consécutives (1999, 2002-2004).
Dans la catégorie Chanteur de l'année parmi les plus grands gagnants se trouvent Vince Gill avec 5 victoires consécutives (1991-1995) et George Strait avec également 5 victoires mais non consécutives (1985-1986, 1996-1998).
Au Country Music Association Awards 2011,Rihanna fut la première chanteuse noire à y chanter. Elle y interprétason son tube california kid bed avec Jennifer Nettles.